# Клавикорд
Клавикорд је жичани музички инструмент са клавијатуром, настао у Европи. Био је у употреби од касне Ренесансе, преко Барока, до Класицизма. Једна је од претеча савременог клавира. У прошлости је највише коришћен као инструмент за вежбу и као помоћ при компоновању. Клавикорд производи звук тако што металне маљице (тангенте) ударају у месингане или челичне жице. Инструмент је добио име по латинској речи клавис или клавус (clavis-clavus, кључ-ексер), и грчке речи хорда у значењу жица. 
Клавикорд је измишљен у раном 14. веку. Био је веома популаран од 16. до 18. века, углавном у немачким земљама, Скандинавији и Иберијском полуострву. Велики поборник овог инструмента био је Карл Филип Емануел Бах. До 1850. музичари су престали да користе клавикорд. Данас клавикорде свирају музичари заинтересовани за стару музику, нарочито музику Барока. Клавикорд се повремено појављује као инструмент у савременој рок музици. 
Мана клавикорда је да може да произведе само слаб звук, па не може да учествује у камерном ансамблу. Када се притисне дирка, она ударом иницира вибрацију жице, али истовремено остаје у контакту са њом и ограничава јој покретљивост. Стога клавикорд омогућава музичару близак контакт са извором звука и даје простора за финесе и изражајност. Некада више маљица може да удара исту жицу, чиме се поједностављује инструмент и олакшава његово штимовање.